# Pârâul Bisericii, Racovița
Pârâul Bisericii este un afluent al râului Racovița. 